# Дахран
Дахра́н или Эз-Захра́н (араб. الظهران‎ aẓ-Ẓahrān) — город на востоке Саудовской Аравии в провинции Эш-Шаркия, недалеко от Персидского залива (8 километров). Всего в округе Дахран проживают до 97 446 человек (2004).
Город соединён шоссе с портами Эль-Хубар, Эд-Даммам, Рас-Таннура, Эль-Джубайль, а также с государствами Кувейт и Ирак. Дахран является центром нефтеразработок. В городе расположен международный аэропорт, а также военная и воздушная база США. Одним из образовательных учреждений является Нефтяной институт.
В городе расположена штаб-квартира крупнейшей в мире нефтяной компании Saudi Aramco.